# Celama scruposa
Celama scruposa är en fjärilsart som beskrevs av Max Wilhelm Karl Draudt 1918. Celama scruposa ingår i släktet Celama och familjen trågspinnare. Inga underarter finns listade i Catalogue of Life.